# Canton de Salon-de-Provence-2
Le canton de Salon-de-Provence-2 est une circonscription électorale française du département des Bouches-du-Rhône créée par le décret du 27 février 2014 et entrée en vigueur lors des élections départementales de 2015.

## Histoire
Un nouveau découpage territorial des Bouches-du-Rhône entre en vigueur à l'occasion des élections départementales de mars 2015, défini par le décret du 27 février 2014, en application des lois du 17 mai 2013 (loi organique 2013-402 et loi 2013-403). Les conseillers départementaux sont, à compter de ces élections, élus au scrutin majoritaire binominal mixte. Les électeurs de chaque canton élisent au Conseil départemental, nouvelle appellation du Conseil général, deux membres de sexe différent, qui se présentent en binôme de candidats. Les conseillers départementaux sont élus pour 6 ans au scrutin binominal majoritaire à deux tours, l'accès au second tour nécessitant 12,5 % des inscrits au 1er tour. En outre la totalité des conseillers départementaux est renouvelée. Ce nouveau mode de scrutin nécessite un redécoupage des cantons dont le nombre est divisé par deux avec arrondi à l'unité impaire supérieure si ce nombre n'est pas entier impair, assorti de conditions de seuils minimaux. Dans les Bouches-du-Rhône, le nombre de cantons passe ainsi de 57 à 29.
Le nouveau canton de Salon-de-Provence-2 est formé de communes des anciens cantons de Salon-de-Provence (1 commune), d'Istres-Nord (1 commune) et d'Arles-Est (1 commune). Avec ce redécoupage administratif, le territoire du canton s'affranchit des limites d'arrondissements, avec 2 communes incluses dans l'arrondissement de Aix-en-Provence, une dans l'arrondissement d'Istres et la fraction de Salon-de-Provence sur l'arrondissement d'Arles. Le bureau centralisateur est situé à Salon-de-Provence.

## Représentation
| Période élective | Période élective | Mandat | Mandat   | Identité           | Nuance | Nuance | Qualité                                                         |
| ---------------- | ---------------- | ------ | -------- | ------------------ | ------ | ------ | --------------------------------------------------------------- |
| 2015             | 2021             | 2015   | 2021     | Martine Amselem    |        | DVG    | Infirmière Conseillère municipale de Saint-Martin-de-Crau       |
| 2015             | 2021             | 2015   | 2021     | Frédéric Vigouroux |        | PS     | Maire de Miramas                                                |
| 2021             | 2028             | 2021   | en cours | Martine Amselem    |        | DVG    | Conseillère sortante, adjointe au maire de Saint-Martin-de-Crau |
| 2021             | 2028             | 2021   | en cours | Yves Vidal         |        | PRG    | Cadre commercial Maire de Grans (1987-2022), député (1988-1993) |

### Résultats détaillés

#### Élections de mars 2015
À l'issue du 1er tour des élections départementales de 2015, deux binômes sont en ballottage : Philippe Adam et Béatrix Espallardo (FN, 36,95 %) et Martine Amselem et Frédéric Vigouroux (Union de la Gauche, 31,78 %). Le taux de participation est de 51,81 % (23 886 votants sur 46 103 inscrits) contre 48,55 % au niveau départemental et 50,17 % au niveau national.
Au second tour, Martine Amselem et Frédéric Vigouroux (Union de la Gauche) sont élus avec 53,32 % des suffrages exprimés et un taux de participation de 54,95 % (12 494 voix pour 25 333 votants et 46 101 inscrits).
Martine Amselem est membre du groupe des élus indépendants.

#### Élections de juin 2021
Le premier tour des élections départementales de 2021 est marqué par un très faible taux de participation (33,26 % au niveau national). Dans le canton de Salon-de-Provence-2, ce taux de participation est de 31,76 % (15 617 votants sur 49 177 inscrits) contre 32,44 % au niveau départemental. À l'issue de ce premier tour, deux binômes sont en ballottage : Chantal Bouet et Romain Tonussi (RN, 30,79 %) et Martine Amselem et Yves Vidal (DVG, 26,85 %).
Le second tour des élections est marqué une nouvelle fois par une abstention massive équivalente au premier tour. Les taux de participation sont de 34,3 % au niveau national, 35,52 % dans le département et 34,49 % dans le canton de Salon-de-Provence-2. Martine Amselem et Yves Vidal (DVG) sont élus avec 58,96 % des suffrages exprimés (9 450 voix pour 16 968 votants et 49 191 inscrits),,.

## Composition
Le canton de Salon-de-Provence-2 est composé de 3 communes entières et d'une fraction de la commune de Salon-de-Provence : la partie de la commune de Salon-de-Provence non incluse dans le canton de Salon-de-Provence-1.
| Nom                                       | Code Insee | Intercommunalité                   | Superficie (km2) | Population (dernière pop. légale)                | Densité (hab./km2) | Modifier                                    |
| ----------------------------------------- | ---------- | ---------------------------------- | ---------------- | ------------------------------------------------ | ------------------ | ------------------------------------------- |
| Salon-de-Provence (bureau centralisateur) | 13103      | Métropole d'Aix-Marseille-Provence | 70,30            | Fraction : 25 834 (2022) Commune : 44 553 (2022) | 634                | modifier les données · modifier les données |
| Grans                                     | 13044      | Métropole d'Aix-Marseille-Provence | 27,60            | 5 382 (2022)                                     | 195                | modifier les données · modifier les données |
| Miramas                                   | 13063      | Métropole d'Aix-Marseille-Provence | 25,74            | 25 891 (2022)                                    | 1 006              | modifier les données · modifier les données |
| Saint-Martin-de-Crau                      | 13097      | CA Arles-Crau-Camargue-Montagnette | 214,87           | 13 962 (2022)                                    | 65                 | modifier les données · modifier les données |
| Canton de Salon-de-Provence-2             | 1327       |                                    |                  | 71 069 (2022)                                    |                    | modifier les données                        |

## Démographie
En 2022, le canton comptait 71 069 habitants, en évolution de +1,84 % par rapport à 2016 (Bouches-du-Rhône : +2,48 %, France hors Mayotte : +2,11 %).
| 2013   | 2018   | 2022   |
| ------ | ------ | ------ |
| 67 172 | 71 341 | 71 069 |